# Hedvig Elisabet Charlotta (1781)
Hedvig Elisabet Charlotta, officiellt HM Skepp Hedvig Elisabeth Charlotta, var ett linjeskepp i svenska Kungliga flottan. Hon var det andra av två fartyg i Wasa-klassen, som hon bildade tillsammans med systerskeppet Wasa. Hedvig Elisabet Charlotta byggdes på Karlskrona örlogsvarv efter ritningar av skeppsbyggmästare Fredrik Henrik af Chapman och sjösattes 1781. Hennes bestyckning utgjordes av 62 kanoner av olika kalibrar på två batteridäck. 
Fartyget deltog i sjöstriderna under Gustav III:s ryska krig 1788-1790 och sänktes i samband med den svenska flottans utbrytning ur Viborgska viken, den 22 juni 1790. Händelsen har gått till historien som Viborgska gatloppet, och banade väg för den avgörande svenska segern i slaget vid Svensksund, några veckor senare.
På 1990-talet lokaliserades vraket efter Hedvig Elisabet Charlotta av ett dykarlag från Sverige, som ingick i det marinarkeologiska projektet Aurora. Föremål som bärgades från vraket i under dykningarna finns nu utställda i Viborgs historiska museum i Viborg.
Fartyget fick sitt namn efter den dåvarande hertiginnan av Södermanland, sedermera drottningen, Hedvig Elisabeth Charlotta, som var gift med hertig Karl, den blivande Karl XIII.